# 런던에서 온 사나이
런던에서 온 사나이(The Man From London)는 영국에서 제작된 벨라 타르 감독의 2007년 드라마 영화이다. 틸다 스윈튼 등이 주연으로 출연하였고 움베르트 발산 등이 제작에 참여하였다.

## 출연

### 주연
- 틸다 스윈튼
- 볼커 스펜글러

### 조연
- 아기 스지르테스
- 야노스 데르즈시
- 이스트반 레나르트

## 제작진
- 원작자: 조르주 심농
- 미술: 라즐로 라직